# استرنگریهد
استرنگریهد (به لاتین: Strengereid) یک منطقهٔ مسکونی در نروژ است که در آرندال واقع شده‌است. استرنگریهد ۶ متر بالاتر از سطح دریا واقع شده‌است.